# 圣周

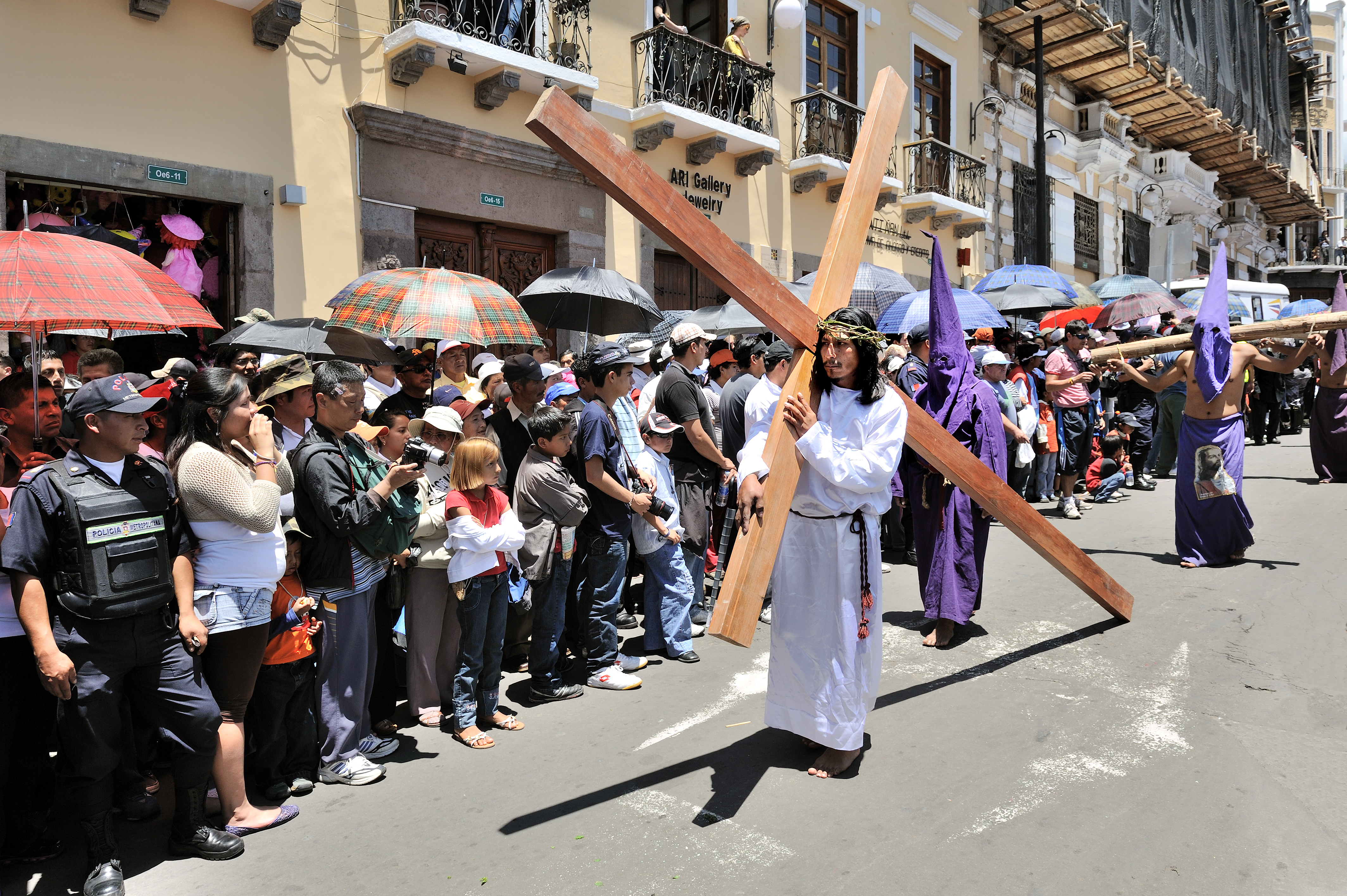
厄瓜多尔的受難節游行

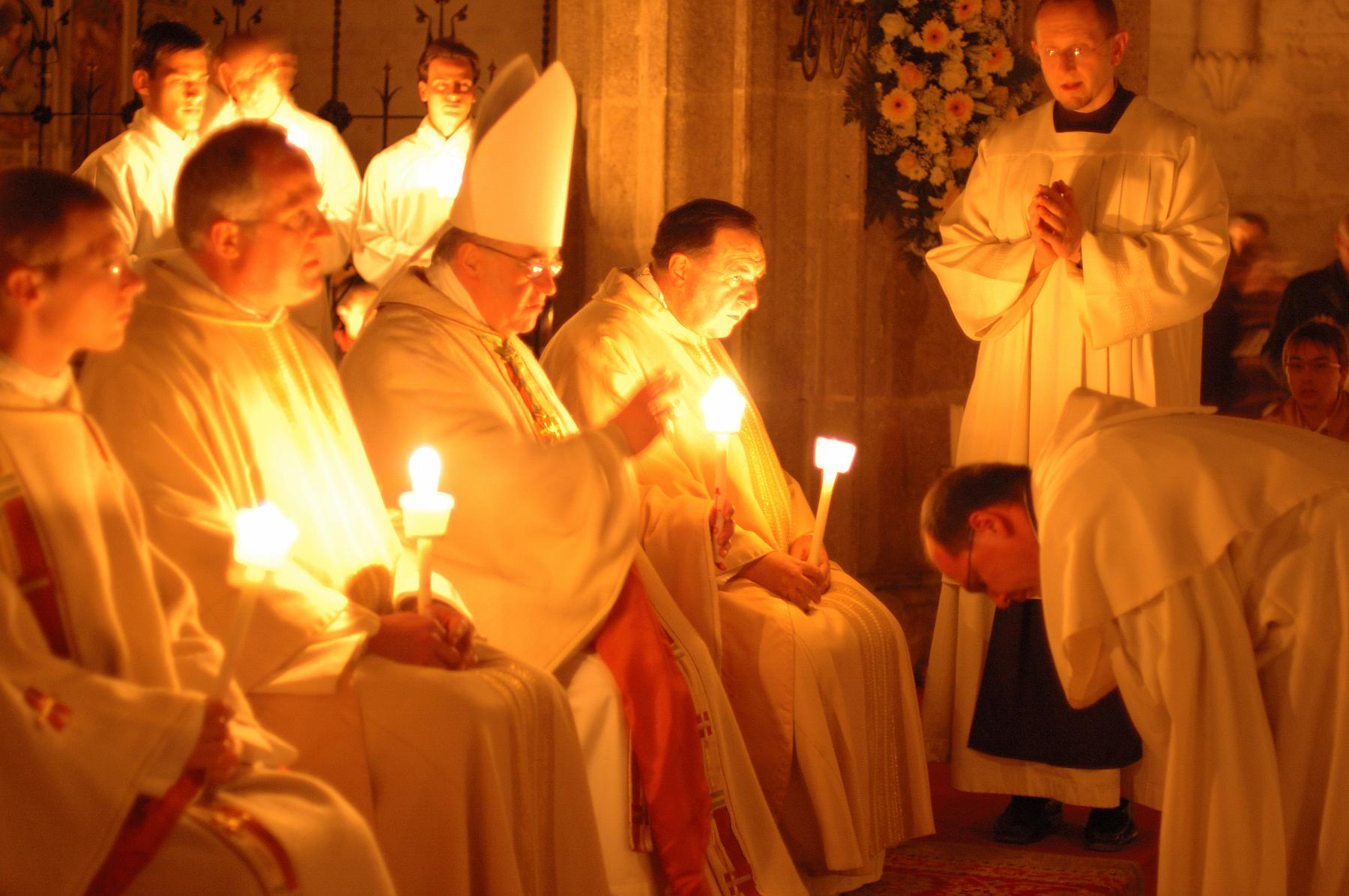
奥地利修道院的复活节守夜

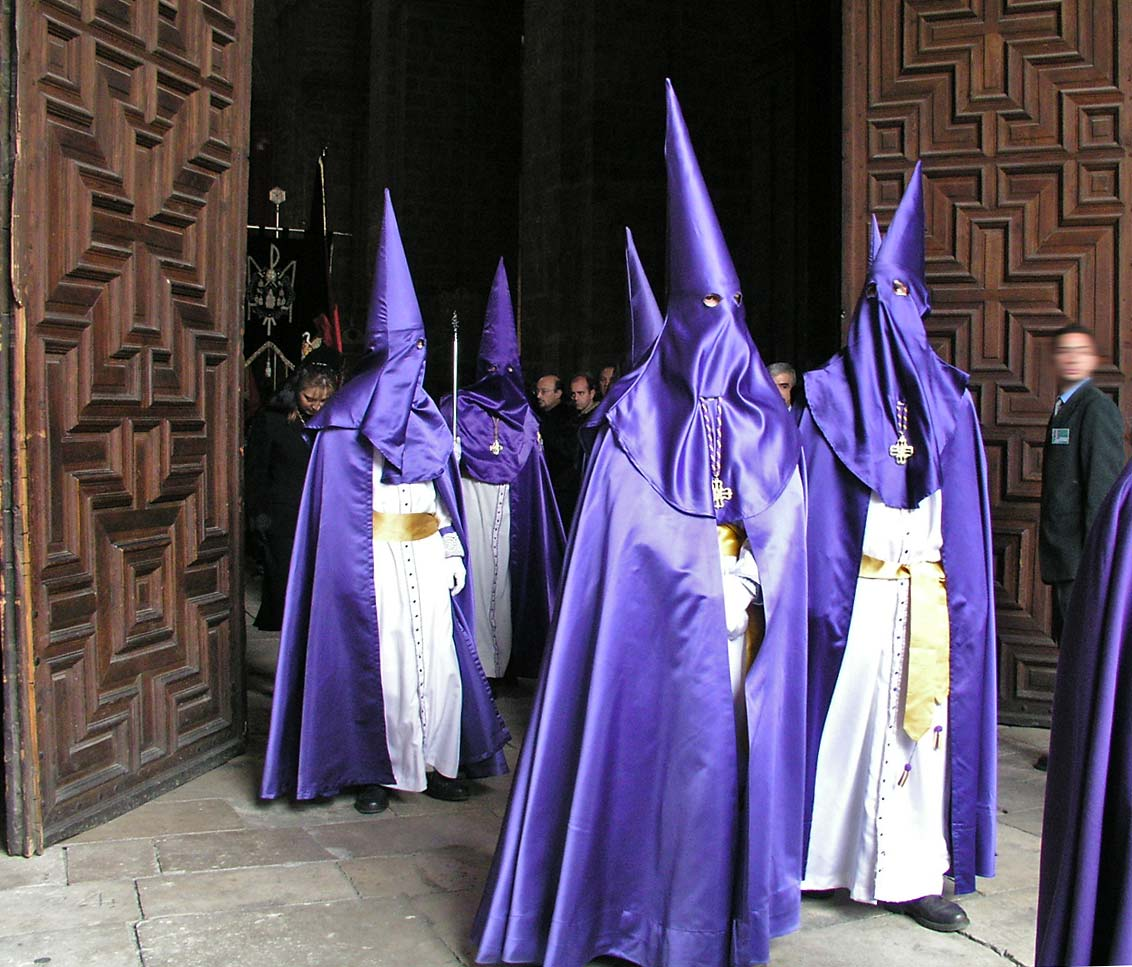
西班牙圣周游行与众不同的斗篷和面罩

聖週（拉丁語：Hebdomas Sancta），又稱受難週（Passion Week），在基督教傳統中，是復活節之前的一週，用來紀念耶穌受難。
在西方基督教傳統中，聖週是天主教會禮儀年曆裡大齋期的最後一週。包括了聖枝主日、神圣星期四和耶穌受難節，从聖枝主日开始（在東方，从拉撒路星期六开始）直到复活节前夕，不包括复活节。其中，從星期四至六的這段時間，被稱為「逾越節三日慶典」，是基督徒禮儀生活的高峰。
- 星期六 - 拉撒路聖週六
- 星期日 - 聖枝主日
- 星期一 - 聖週星期一
- 星期二 - 聖週星期二
- 星期三 - 聖週星期三
- 星期四 - 祝聖聖油、建立聖體聖事（濯足節）
- 星期五 - 耶穌受難日
- 星期六 - 聖週星期六、復活前夕

西班牙的塞维利亚、马拉加、萨莫拉和莱昂，以及菲律宾等地的圣周游行颇为著名。